# 森特維爾 (密歇根州)
森特維爾（英語：Centreville）是一個位於美國密歇根州聖約瑟夫縣的村。根據2010年美國人口普查，該地共人口1425人，而該地的面積約為3.87平方千米。同時該地也是聖約瑟夫縣的縣治。

## 地理
森特維爾的座標為41°55′23″N 85°31′39″W / 41.92306°N 85.52750°W，而該地的平均海拔高度為250米（即820英尺）。